# Park Drive 2000 1972 – Autumn
Das Park Drive 2000 1972 – Autumn war eine Snooker-Liga im Rahmen der Saison 1972/73, die im Herbst 1972 an verschiedenen Orten im Vereinigten Königreich ausgetragen wurde. John Spencer konnte mit einem Finalsieg über Alex Higgins seinen Titel verteidigen, während Ray Reardon mit einem 146er-Break einen neuen Rekord für das höchste professionelle Break der Snooker-Geschichte aufstellte.

## Preisgeld
Erneut wurden bei dem von Park Drive gesponserten Turnier 2.000 Pfund Sterling als Preisgeld ausgeschüttet, 750 £ davon an den Sieger.
|           | Preisgeld |
| --------- | --------- |
| Sieger    | 750 £     |
| Finalist  | 550 £     |
| Platz 3   | 400 £     |
| Platz 4   | 300 £     |
| Insgesamt | 2.000 £   |

## Turnierverlauf
Erneut nahmen jene vier Spieler teil, die bereits an der vorherigen Ausgabe teilgenommen hatten. Wieder spielten sie dreimal gegen jeden ihrer Gegenspieler; die beiden besten der Abschlusstabelle dieses Rundenturnieres spielten im Endspiel um den Turniersieg. Jedes Spiel der Gruppenphase fand im Modus Best of 7 Frames statt, nur das Endspiel wurde im Modus Best of 9 Frames ausgetragen. Die Angabe der Spiel-Reihenfolge folgt der alphabetischen Auflistung der Datenbank CueTracker.

### Gruppenphase
| Pos. | Spieler      | Partien | S | N | Frames | Diff. |
| ---- | ------------ | ------- | - | - | ------ | ----- |
| 1    | Alex Higgins | 9       | 7 | 2 | 32:18  | +14   |
| 2    | John Spencer | 9       | 6 | 3 | 27:20  | +7    |
| 3    | Ray Reardon  | 9       | 3 | 6 | 22:31  | −9    |
| 4    | John Pulman  | 9       | 2 | 7 | 20:32  | −12   |

| Spiel | Spieler 1    | Ergebnis | Spieler 2    |
| ----- | ------------ | -------- | ------------ |
| 1     | Alex Higgins | 04:04    | John Spencer |
| 2     | Alex Higgins | 04:04    | John Spencer |
| 3     | Alex Higgins | 04:04    | Ray Reardon  |
| 4     | Alex Higgins | 24:24    | Ray Reardon  |
| 5     | Alex Higgins | 24:24    | John Pulman  |
| 6     | Alex Higgins | 34:34    | John Spencer |
| 7     | Alex Higgins | 34:34    | Ray Reardon  |
| 8     | John Pulman  | 24:24    | Alex Higgins |
| 9     | John Pulman  | 24:24    | Alex Higgins |

| Spiel | Spieler 1    | Ergebnis | Spieler 2   |
| ----- | ------------ | -------- | ----------- |
| 10    | Ray Reardon  | 24:24    | John Pulman |
| 11    | Ray Reardon  | 24:24    | John Pulman |
| 12    | Ray Reardon  | 34:34    | John Pulman |
| 13    | John Spencer | 04:04    | John Pulman |
| 14    | John Spencer | 04:04    | John Pulman |
| 15    | John Spencer | 14:14    | Ray Reardon |
| 16    | John Spencer | 14:14    | Ray Reardon |
| 17    | John Spencer | 34:34    | Ray Reardon |
| 18    | John Spencer | 34:34    | John Pulman |

### Finale
Erstmals in der Geschichte des Turnieres belegte John Spencer nicht den ersten Platz der Turniergeschichte. Diesmal musste er sich mit dem zweiten Platz begnügen, auch wenn der Finaleinzug nie wirklich in Gefahr wahr. Der erste Platz ging diesmal an Alex Higgins, der Spencer in allen drei Spielen hatte besiegen können. Auch im Finale sah es zunächst so aus, als ob Spencer chancenlos wäre, denn Higgins ging mit 3:0 in Führung. Doch Spencer konnte für die Niederlagen in der Gruppenphase Revanche nehmen und drehte das Spiel zu seinen Gunsten, bis er schlussendlich mit 3:5 das Turnier gewann.
| Finale: Best of 9 Frames unbekannt, unbekannt, Vereinigtes Königreich, Herbst 1972 |                |              |
| Alex Higgins                                                                       | 3:5            | John Spencer |
| 97:36 (50), 74:40, 69:55, 20:91, 44:77, 40:77, 17:89, 38:71 (68)                   |                |              |
| 50                                                                                 | Höchstes Break | 68           |
| –                                                                                  | Century-Breaks | –            |
| 1                                                                                  | 50+-Breaks     | 1            |

## Century Breaks
Mit Ausnahme von John Pulman spielte jeder Teilnehmer während des Turnieres mindestens ein Century Break, insgesamt waren es acht. Ray Reardons 146er war das zu diesem Zeitpunkt höchste Break bei einem Profiturnier jemals.
- Ray Reardon: 146
- John Spencer: 119, 118, 110, 105, 104
- Alex Higgins: 102 (2×)